# Shriekback

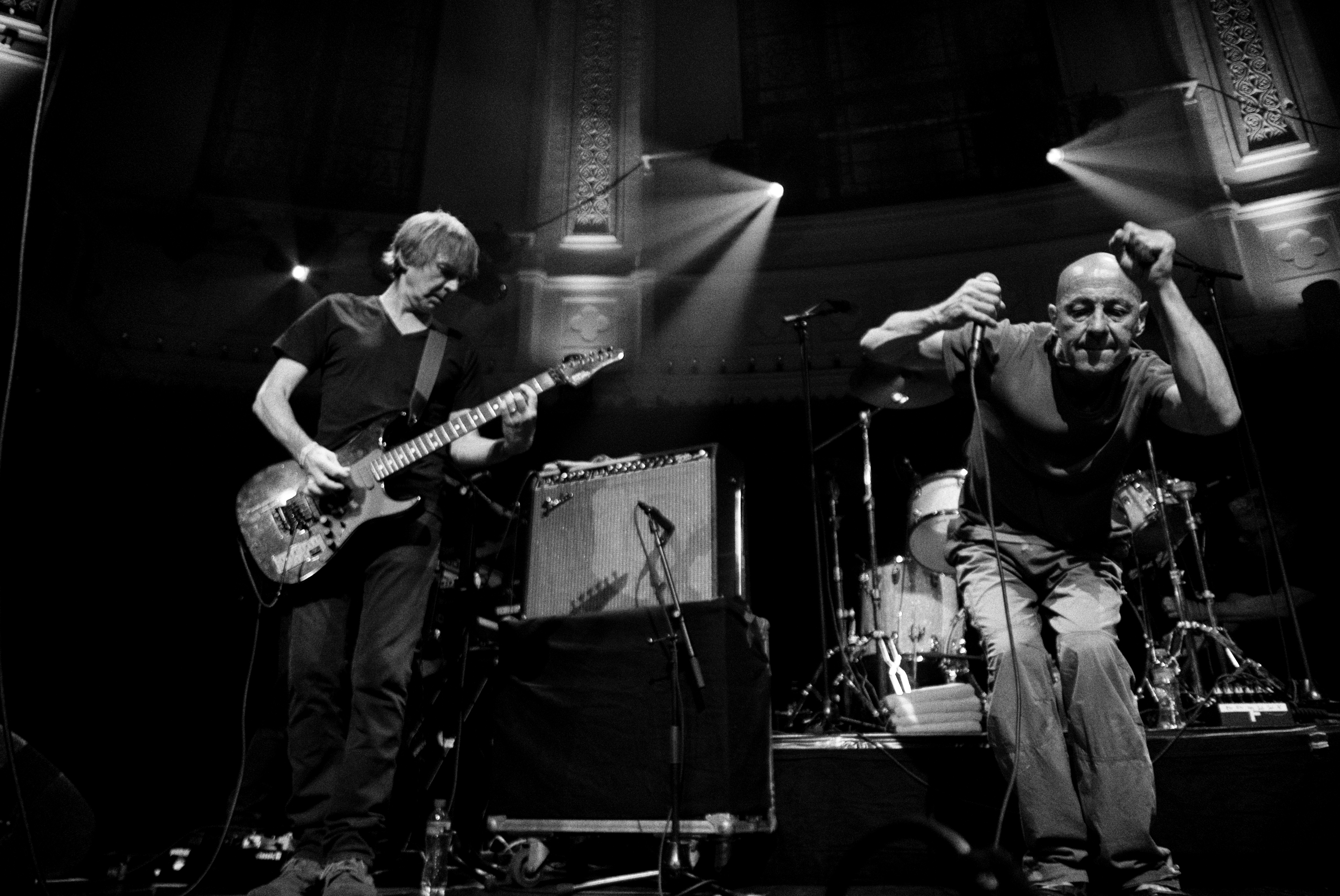
Shriekback, chez Paradiso, en 2017

Shriekback est un groupe de rock anglais formé en 1981 à Kentish Town, un quartier de Londres.

## Biographie
Le groupe est formé par Barry Andrews (claviers, chant), ancien membre du groupe XTC, Carl Marsh (guitare, chant) et Dave Allen (basse) (ex-Gang of Four). Le batteur Martyn Barker rejoint le groupe en 1983.

## Style
Leur musique mixe basses funks, percussions tribales et synthétiseurs complexes et mélodiques avec des paroles originales et scientifiquement concernées. Un penchant pour la world-music s'exprime peu à peu, trouvant son point culminant avec l'album "Naked Apes and Pond Life" au début des années 2000. Cette décennie verra ensuite naître les albums les plus personnels de Barry Andrews, avec la même richesse au niveau des arrangements et la même subtilité mélodique qu'à leurs débuts.

## Participation
Fan de leur musique, le réalisateur Michael Mann a fait appel à leurs morceaux à plusieurs reprises, notamment pour des épisodes de Deux flics à Miami, ainsi que pour le film Le Sixième Sens.

## Discographie
- Tench (EP) (1982)
- Care (1983)
- Jam Science (1984)
- Oil & Gold (1985)
- Big Night Music (1986)
- Go Bang! (1988)
- Sacred City (1992)
- Naked Apes and Pond Life (2000)
- Having a Moment (2003)
- Cormorant (2005)
- Glory Bumps (2007)
- Life In The Loading Bay (2010)
- Without Real String or Fish (2015)